# Halirages quadridentata
Halirages quadridentata är en kräftdjursart som beskrevs av Georg Ossian Sars 1876. Halirages quadridentata ingår i släktet Halirages och familjen Calliopiidae. Inga underarter finns listade i Catalogue of Life.